# NGC 4369
إن جي سي 4369 (بالألمانية: NGC 4369) التي يرمز لها بالرمز NGC 4369، هي مجرة، في كوكبة السلوقيان.

## الاكتشاف
اكتشفت في 17 مارس 1787، بواسطة ويليام هيرشل.

## روابط خارجية
- NGC 4369 على موقع ويكي سكاي: DSS2, SDSS, GALEX, IRAS, Hydrogen α, X-Ray, Astrophoto, Sky Map, Articles and images